# Charge virale
La charge virale ou titre viral est le nombre de copies d'un virus (VIH, VHB…) indiquant une réplication virale dans un volume donné de fluide (sang, sperme, salive…). 
Elle est le plus souvent exprimée en copies par millilitre, ou bien sur une échelle logarithmique.

## Exemple du VIH
Lorsqu'une charge virale est dite « indétectable », c'est par rapport au seuil d'une technique de mesure donnée. Par exemple dans le cas du VIH, le test de détection de l'antigène p24 détecte une charge virale de 104 copies par ml au début des années 2000, alors que la PCR quantitative de la fin des années 2010 détecte, selon les techniques, de 20 à 50 copies par ml.

### Évolution spontanée
En évolution naturelle non traitée, la charge virale augmente massivement après l'infection primaire jusqu'à plus de 106 copies par mL en quelques semaines. Puis elle diminue en dessous de 1 000 copies pendant plusieurs années sous l'effet du système immunitaire encore intact (phase asymptomatique). Dans un troisième temps, la charge virale augmente à nouveau avec l'apparition d'une déficience immunitaire (chute constante du nombre de lymphocytes T-CD4).
Toujours dans le cas d'une infection VIH non traitée, la charge virale est un facteur pronostique : plus elle est élevée, plus la diminution des lymphocytes CD4 est rapide, et plus l'infection risque de progresser vers une maladie sida.

### Évolution traitée
La mesure de la charge virale est un élément essentiel du suivi d'un patient traité. Une charge virale indétectable (inférieure à 20 ou 50 copies/ml) est l'objectif à atteindre et à maintenir chez le patient. Dans cette situation (charge virale indétectable), la maladie ne progresse plus et les risques de transmission sont considérablement réduits, voire proche de zéro selon une étude. 
En situation de charge virale indétectable, il peut survenir une augmentation temporaire ou « blip » de charge virale entre 50 et 100 copies/mL qui n'a pas de signification pathologique. Alors qu'une charge virale supérieure à 50 copies/ml de façon permanente ou répétée nécessite une prise en charge spécialisée (observance du traitement, apparition d'une résistance aux antirétroviraux…).